# Oktober 2013
Dit artikel geeft een chronologisch overzicht van de belangrijkste gebeurtenissen per dag van de maand oktober in het jaar 2013.

## Gebeurtenissen

### 1 oktober
- Het Amerikaans Congres bereikt geen overeenstemming over de financiering van de Amerikaanse overheid. Hierdoor kan onder andere het arbeidsloon van alle niet-essentiële personen in dienst van de overheid niet langer betaald worden.
- Inwoners van de Verenigde Staten kunnen vanaf vandaag online een ziekteverzekering afsluiten onder de "Patient Protection and Affordable Care Act".
- In de Mojavewoestijn in de Amerikaanse staat Californië wordt de grootste zonnecentrale ter wereld opgestart.
- In San Pedro Sula (Honduras) worden vijf mensen, onder wie een vijfjarig meisje, vermoord in een privéschool, vermoedelijk door bendeleden aan wie geweigerd was om beschermingsgeld te betalen.

### 2 oktober
- De Belgische Kamer van volksvertegenwoordigers schaft de vertrekpremie af voor Kamerleden die vrijwillig ontslag nemen.
- In Gent wordt vetsmelter Verkest door de correctionele rechtbank veroordeeld tot het betalen van meer dan een miljoen euro aan schadevergoedingen voor zijn rol in de dioxinecrisis in 1999.

### 3 oktober
- Voor de kust van het Italiaanse eiland Lampedusa vergaat een boot met minstens 450 vluchtelingen. Zeker 309 van hen komen om het leven.
- Vijftien mensen komen om bij een crash van een vliegtuig van Associated Airlines op Murtala Muhammed International Airport in de Nigeriaanse stad Lagos.
- Het Rode Kruis meldt dat de afgelopen dagen zeker 30 doden zijn gevallen bij overstromingen in Cambodja. Meer dan 375.000 mensen zijn geëvacueerd. In Laos, dat te kampen heeft met de ergste overstromingen in 35 jaar, zijn 20 mensen omgekomen. Ook in Thailand en Vietnam zijn er slachtoffers.
- Tepco, de beheerder van de kerncentrale van Fukushima, meldt dat er weer radioactief water lekt uit opslagtanks. Het water, dat onder andere strontium bevat, zou in de Grote Oceaan terechtgekomen zijn.
- In het noordwesten van Pakistan worden dertien mensen gedood bij een zelfmoordaanslag en een aanval door de Pakistaanse taliban op een rivaliserende islamistische groepering.

### 8 oktober
- De Belg François Englert en de Brit Peter Higgs ontvangen de Nobelprijs voor de Natuurkunde voor de ontdekking van een mechanisme dat bijdraagt aan onze kennis van de oorsprong van massa van subatomaire deeltjes.

### 9 oktober
- De Nobelprijs voor de Scheikunde wordt toegekend aan de Oostenrijker Martin Karplus, de Zuid-Afrikaan Michael Levitt en de Israëliër Arieh Warshel voor hun werk in computationele chemie.

### 10 oktober
- De Nobelprijs voor de Literatuur wordt toegekend aan de Canadese schrijfster Alice Munro.
- Het Europees Parlement kent de Sacharovprijs toe aan de Pakistaanse kinderrechtenactiviste Malala Yousafzai.
- De Surinaamse president Desi Bouterse ontslaat zijn minister van Financiën, Adelien Wijnerman.
- 'Ali Zeidan, de premier van Libië, wordt ontvoerd en dezelfde dag weer vrijgelaten.

### 11 oktober
- De Organisatie voor het Verbod op Chemische Wapens, met zetel in Den Haag, wint de Nobelprijs voor de Vrede.
- Met een overwinning tegen Kroatië slagen de Rode Duivels erin zich te kwalificeren voor het WK voetbal in Brazilië. Het is voor het eerst sinds het WK in 2002 dat het Belgisch voetbalelftal present zal zijn op een groot voetbaltoernooi.

### 12 oktober
- De Belg Frederik Van Lierde wint de Ironman Hawaï, een van de bekendste triatlons van de wereld.
- Ten minste 49 mensen komen om wanneer een vrachtauto in een ravijn stort in de Peruviaanse regio Cuzco.
- Bij een ongeval met een sloep op de rivier de Niger in de Malinese regio Mopti komen zeker 32 mensen om het leven.
- In Brazilië komen twaalf mensen om wanneer een boot met pelgrims kapseist tijdens een processie op de Amazone.
- Een aanslag met een autobom in de Iraakse stad Samarra eist minstens veertien mensenlevens.

### 13 oktober
- In de Colombiaanse stad Medellín komen ten minste elf mensen om bij de instorting van een luxe woongebouw.
- Bij een stormloop veroorzaakt door massapaniek op een brug bij een hindoetempel in de Indiase staat Madhya Pradesh vallen zeker 109 doden en 133 gewonden.
- De cycloon Phailin, die op 12 oktober aan land ging aan de oostkust van India, zorgt voor heel wat materiële schade. Minstens achttien mensen komen om.
- In Irak worden negen mensen gedood en raken meer dan zeventig mensen gewond bij een tiental aanslagen.

### 15 oktober
- Bij een aardbeving met een kracht van 7,2 op de momentmagnitudeschaal nabij Cebu City in de Filipijnse provincie Bohol komen meer dan 200 mensen om het leven. Diverse historische gebouwen raken hierbij beschadigd of storten in. Ook de klokkentoren van de Basilica minore del Santo Niño stort in.

### 16 oktober
- Negenenveertig mensen komen om bij de crash van een toestel van Lao Airlines in de rivier de Mekong in Laos.
- Minstens acht mensen worden gedood bij een zelfmoordaanslag op een minister van de Pakistaanse provincie Khyber-Pakhtunkhwa.

### 17 oktober
- De Belgische wetenschapper Marc Van Montagu krijgt samen met twee Amerikanen de Wereldvoedselprijs.
- In de Verenigde Arabische Emiraten begint de vijftiende editie van het WK voetbal voor spelers onder 17 jaar. Mexico is de regerend kampioen.

### 18 oktober
- Een ontploffing van een autobom in de Iraakse hoofdstad Bagdad maakt 12 doden en 32 gewonden.
- De Nederlandse regisseur Miriam Kruishoop wint de regieprijs van het Latino Film Festival in Los Angeles.
- De kiescommissie in Guinee maakt bekend dat de Rassemblement du peuple de Guinée, de partij van president Alpha Condé, de parlementsverkiezingen van 28 september heeft gewonnen.

### 19 oktober
- Door een vliegtuigcrash bij het Belgische Fernelmont komen de piloot en tien parachutisten om het leven.
- Bij een zelfmoordaanslag van Al-Shabaab in een restaurant in Beledweyne (Somalië) worden ten minste twaalf mensen gedood.
- In het centrum van Leeuwarden worden vijf winkels en elf woningen door brand verwoest. Bij de brand valt één dode. Anders dan veel media melden is het geboortehuis van Mata Hari niet verwoest maar slechts licht beschadigd.

### 20 oktober
- De Belg Frédéric Caudron wordt in Antwerpen wereldkampioen driebanden.

### 21 oktober
- Nederland stapt naar het Internationaal Zeerechttribunaal om vrijlating te eisen van het Greenpeaceschip Arctic Sunrise en zijn bemanning. Die zit in Moermansk gevangen op verdenking van piraterij vanwege een protest tegen gasboringen in het noordpoolgebied door Gazprom.
- Zware smog legt het openbare leven in de Chinese miljoenenstad Harbin stil. Alle scholen blijven dicht en ook de luchthaven wordt gesloten.
- Er vallen minstens zes doden en twintig gewonden bij een bomaanslag op een passagierstrein in de Pakistaanse provincie Beloetsjistan.

### 22 oktober
- De discussie over Zwarte Piet is dit jaar bijzonder fel. Verene Shepherd, het hoofd van een VN-werkgroep, benoemde de Zwarte Piettraditie als 'racistisch' en 'een terugkeer van de slavernij'. Aanhangers van de traditie organiseerden onder andere een Facebookcampagne die binnen 48 uur meer dan twee miljoen likes kreeg.

### 27 oktober
- In Georgië wordt Giorgi Margvelasjvili met 62% van de stemmen tot nieuwe president gekozen, waarmee een einde komt aan het presidentschap van Saakasjvili die sinds januari 2004 het land leidde. Saakasjvili was na twee termijnen niet herkiesbaar. Met deze verkiezingen wordt ook de transitie van een presidentiële- naar een parlementaire republiek voltooid, die was begonnen met de parlementsverkiezingen van 2012. (Lees verder)
- Met een overwinning in Delhi in de Grand Prix Formule 1 van India 2013 wordt Sebastian Vettel, net als het Red Bull Racingteam waar hij voor rijdt, voor de vierde achtervolgende keer wereldkampioen in de Formule 1.

### 28 oktober
- West-Europa wordt getroffen door de zwaarste storm sinds 1990. In Groot-Brittannië en Duitsland vallen vijf doden, in Nederland drie en in Denemarken een. In Lauwersoog wordt een windstoot van 152 km/u geregistreerd.
- Bonfire, het paard waar Anky van Grunsven veel dressuurprijzen mee won, overlijdt op 30-jarige leeftijd.
- Vijf mensen komen om bij een terroristische aanval op het Plein van de Hemelse Vrede in de Chinese hoofdstad Peking.

### 29 oktober
- De Rabobank schikt voor 740 miljoen euro met de toezichthouders voor zijn rol in het wereldwijde Liborschandaal.

### 30 oktober
- Bij een bomaanslag in de Indiase stad Imphal, de hoofdstad van de staat Manipur, vallen minstens twee doden.
- Zeker acht mensen komen om bij een botsing tussen een trein en een bus ten oosten van de Keniaanse hoofdstad Nairobi.
- In de Indiase staat Andhra Pradesh worden minstens veertig mensen levend verbrand wanneer hun reisbus vuur vat na een botsing met een duiker.
- Bij verschillende aanslagen in Irak, waaronder in de steden Tus Churmatu en Mosoel, komen minstens 21 mensen om.

### 31 oktober
- Vier Hamasstrijders worden in de Gazastrook gedood door Israëlisch tankgeschut.
- De Amerikaanse honkbalclub Boston Red Sox wint in Fenway Park de World Series met 4-2 van de St. Louis Cardinals.
- Minstens 25 mensen worden gedood bij aanvallen van sjiitische milities in de Noord-Jemenitische stad Dammaj.
- In het noordoosten van Nigeria worden 27 mensen gedood door de islamitische groepering Boko Haram.

## Overleden
<< · januari · februari · maart · april · mei · juni · juli · augustus · september · oktober · november · december · >>